# مارك 10 (قنبلة نووية)
قنبلة مارك 10 النووية هي قنبلة نووية أمريكية مقترحة على أساس تصميم القنبلة النووية مارك 8 في وقت سابق. إن مارك 10 مثل مارك 8 هو سلاح نووي يجمع بسرعة عدة كتل حرجة من المواد النووية الانشطارية بإطلاق قذيفة انشطارية أو «رصاصة» في فتحة فارغة في «هدف» انشطاري أكبر باستخدام النظام الذي يشبه إلى حد كبير برميل مدفع متوسط الحجم والوقود.
كان المقصود من مارك 10 أن تكون سلاح نووي للأغراض العامة على عكس مارك 8 الذي كان يهدف إلى اختراقه في الأرض كغاز للتخريب النووي.
كان مارك 10 يبلغ قطره 12 بوصة ووزنه 1500 أو 1750. كان لديها عائد تصميم من 12 إلى 15 كيلوطن. تم إلغاء تصميم مارك 10 في عام 1952 واستعيض عنه بالقنبلة النووية من نوع مارك 12 والتي كانت أخف وزن واستخدمت مواد نووية انشطارية أقل منه بكثير.